# 30分だけの愛
『30分だけの愛』（30ふんだけのあい）は、2014年1月2日の23:55 - 1月3日の1:55（JST）に日本テレビ系列にて放送された、単発スペシャルのテレビドラマ。読売テレビ開局55年記念番組である。
脚本家である遊川和彦の、テレビドラマ初監督作品であり、制作側の企画として「遊川和彦への挑戦状」と銘打ち、アトランダムに決めたテーマでシナリオを書いて欲しいと遊川に提案した。
「ドラマのカテゴリー」「主人公の職業」「テーマ」をダーツ投げで決定し、当たった項目「ラブストーリー」「マッサージ師」「泥沼に咲く花」を元に制作された。

## あらすじ
訪問マッサージ師の亀山愛は脳卒中による右半身不随に苦しむ元エリートサラリーマン・稲葉満と出会う。リハビリマッサージの保険適用時間は30分に限られる。その時間の中で二人は愛を育むが…。

## キャスト
- 亀山愛（「ロータスマッサージ院」訪問マッサージ師）：小池栄子
- 稲葉満（証券会社の部長）：小澤征悦
- 稲葉優（満の息子）：浦上晟周
- 熊谷享（ロータスマッサージ院院長）：山崎樹範
- 亀山美恵（愛の母）：朝加真由美
- 猫田（稲葉宅出入りのヘルパー）：柳谷ユカ
- 満の妻：栃原梨乃
- デリヘル嬢：稲村梓
- 劇中テレビ番組出演者：三宮健、永田真子、超新塾、設楽あず、吉澤友貴
- スーパーの店長：田原正治
- その他：三谷侑未、森山米次、阪上和子、伊藤幸純、赤屋板明

## スタッフ
- 脚本・監督：遊川和彦
- 医事指導：冨名腰文人
- マッサージ指導：山田怜奈（さくらモンデックス）
- 技術協力：ビデオスタッフ
- 美術協力：京映アーツ
- 照明協力：ザ・ホライズン
- 音響効果：スポット
- ポスプロ：ビーグル
- カースタント：アクティブ21（海藤幸広、大谷奈津江、佐藤裕）
- プロデュース・チーフプロデューサー：堀口良則（読売テレビ）
- プロデュース：大森美孝（AX-ON）
- 制作プロダクション：日テレアックスオン
- 製作著作：読売テレビ